# Генерал Топтыгин (мультфильм)
«Генерал Топтыгин» — советский кукольный мультипликационный фильм 1971 года студии «Союзмультфильм». Режиссёр Иван Уфимцев экранизировал произведения Николая Некрасова.

## Сюжет
На ярмарке артисты (скоморох и медведь в фуражке и орденах) дают представление, высмеивая в нем генерала, за что оказываются немедленно выдворены из города. Поздним вечером артистов подбирает мужичок на санях и довозит до ближайшего трактира. Пока люди греются и ужинают, мишка охраняет повозку, но случайно пугает лошадей, и те срываются с места, унося его прочь от хозяина и ямщика. Остановиться ему удается только у почтовой станции, где местный смотритель в темноте принимает его за генерала...

## Съёмочная группа
| Автор сценария       | Элеонора Тадэ                                                                                       |
| Режиссёр             | Иван Уфимцев                                                                                        |
| Художник-постановщик | Тамара Полетика                                                                                     |
| Оператор             | Александр Жуковский                                                                                 |
| Композитор           | Виктор Купревич                                                                                     |
| Звукооператор        | Борис Фильчиков                                                                                     |
| Мультипликаторы:     | Юрий Норштейн, Павел Петров, Иосиф Доукша, Вячеслав Шилобреев, Галина Золотовская, Владимир Пузанов |

## Видео
Мультфильм неоднократно выпускался на DVD В сборниках мультфильмов «Михал Потапыч» («Союзмультфильм», дистрибьютор «Крупный план»).

## Описание, критика
Фильм планировалось выпустить на экраны к 150-летию со дня рождения Николая Некрасова.
По мнению Нины Спутницкой, фильм Ивана Уфимцева «Генерал Топтыгин» относится к тем «послеоттепельным» произведениям, в которых кинематографисты вернулись к фольклорным основаниям медвежьего образа, к идее репрезентации идеи «своего» путём использования таких его характеристик, как доброта, сила, нерасторопность, неповоротливость.